# Eolagurus
Eolagurus (Argyropulo, 1946) è un genere di roditori della famiglia dei Cricetidi.

## Descrizione

### Dimensioni
Al genere Eolagurus appartengono roditori di piccole dimensioni, con lunghezza della testa e del corpo tra 105 e 220 mm e la lunghezza della coda tra 11 e 22.

### Caratteristiche craniche e dentarie
Il cranio è relativamente elevato e convesso, le corone degli incisivi superiori sono lunghe, il terzo molare superiore è semplice, con uno o due rientranze su ogni lato.
Sono caratterizzati dalla seguente formula dentaria:

### Aspetto
Le parti dorsali sono giallo sabbia con alcuni peli nerastri più lunghi, mentre le parti inferiori variano dal giallo chiaro al bianco. Una striscia dorsale scura indistinta è presente soltanto negli individui più giovani. In E.luteus il pollice è munito di un piccolo artiglio appuntito mentre in E.przewalskii è presente un largo artiglio ottuso. La coda è corta.

## Distribuzione
Il genere è diffuso nell'Asia centrale, dal Kazakistan fino alla Mongolia.

## Tassonomia
Il genere comprende 2 specie.
- Eolagurus luteus
- Eolagurus przewalskii